# Anzeiger Oberes Emmental
Der Anzeiger Oberes Emmental ist ein regionales amtliches Publikationsorgan im Kanton Bern, das die Gemeinden im Oberen Emmental abdeckt. Die Zeitung erscheint wöchentlich donnerstags und wird in allen Haushalten, Geschäften und Verwaltungen der angeschlossenen Gemeinden verteilt.

## Geschichte und Herausgeber
Der Anzeiger Oberes Emmental wurde ursprünglich als Anzeiger Signau bekannt und erschien erstmals nach der kantonalen Verwaltungsreform von 2010 unter dem neuen Namen. Die Zeitung wird von der Vögeli AG mit Sitz in Langnau im Emmental herausgegeben. Das Unternehmen ist in der Region etabliert und verantwortlich für die Produktion und Verteilung des Anzeigers.
Der Anzeiger Oberes Emmental ist Mitglied in der WEMF.

## Erscheinungshäufigkeit und Verbreitung
Der Anzeiger Oberes Emmental erscheint jeden Donnerstag und erreicht sämtliche Haushalte, Geschäfte und Verwaltungen der folgenden Gemeinden:
- Eggiwil
- Langnau
- Lauperswil
- Röthenbach
- Rüderswil
- Schangnau
- Signau
- Trub
- Trubschachen

Die Auflage beträgt 12'474 Exemplare, was eine nahezu vollständige Abdeckung der Haushalte in diesen Gemeinden gewährleistet.

## Inhalt und Funktion
Als amtliches Publikationsorgan enthält der Anzeiger Oberes Emmental vor allem amtliche Mitteilungen der Gemeinden, wie beispielsweise Einladungen zu Gemeindeversammlungen, Budgetbeschlüsse oder öffentliche Ausschreibungen. Neben diesen offiziellen Bekanntmachungen bietet die Zeitung auch redaktionelle Beiträge zu lokalen Ereignissen, kulturellen Veranstaltungen, Vereinsaktivitäten und anderen Themen von regionalem Interesse. 